# Henry Siedentopf
Henry Friedrich Wilhelm Siedentopf, född 22 september 1872 i Bremen, död 8 maj 1940 i Jena, var en tysk fysiker.
Siedentopf var 1899–1938 verksam vid Carl Zeiss i Jena. Tillsammans med Richard Zsigmondy konstruerade han 1902–03 ett ultramikroskop. År 1919 blev han extra ordinarie professor i mikroskopi vid Jena universitet.